# 2DTV
2DTV fue un programa de televisión animado de corte satírico, producido por Giles Pilbrow para la cadena británica ITV. Se estrenó oficialmente el 14 de octubre de 2001.

## Descripción
2DTV fue considerado el sucesor espiritual de la reconocida serie satírica Spitting Image de la década de 1980, que también incluía la obra de Pilbrow y los diseños del artista argentino Pablo Bach.
El programa también rindió homenaje al estudio Hanna-Barbera por su estilo de animación, y contó con un reparto de voces conformado por Jon Culshaw, Jan Ravens y Mark Perry. Se emitió durante cinco temporadas antes de ser sacado del aire el 23 de diciembre de 2004 debido a la caída de las cifras de audiencia. Fue sucedido, en la primavera de 2008, por la serie de corta duración Headcases.
Fue anunciado por primera vez en agosto de 2001 como parte de la nueva programación de otoño de ITV1 y recibió una nominación para la Rose d'Or en marzo de 2002 y nuevamente en abril de 2003.